# Atesta mapida
Atesta mapida är en skalbaggsart som beskrevs av Wang 1993. Atesta mapida ingår i släktet Atesta och familjen långhorningar. Inga underarter finns listade.